# Ghiacciaio Asafiev
Il ghiacciaio Asafiev è un ghiacciaio situato sulla costa centro-occidentale dell'isola Alessandro I, al largo della costa della Terra di Palmer, in Antartide. In particolare, il ghiacciaio, il cui punto più alto si trova ad oltre 400 m s.l.m., è situato sul versante occidentale delle montagne di Walton, da dove fluisce verso nord-ovest, scorrendo a ovest del monte McArthur, fino a entrare nell'insenatura di Schubert.

## Storia
Il ghiacciaio Asafiev fu così chiamato, nel 1987, dall'Accademia sovietica delle scienze in onore del compositore russo Boris Vladimirovič Asaf'ev (1884-1949).